# Baltinglass
Baltinglass (Bealach Conglais en irlandais) est une ville du comté de Wicklow, au sud-ouest de l'Irlande. Elle est traversée par le fleuve Slaney près de la frontière avec les comtés de Carlow et de Kildare. Son nom en irlandais, Bealach Conglais signifie la route de Conglas, Conglas étant un personnage de mythologie faisant partie des Fianna. Un ancien nom irlandais, rappelant le passé monastique de la ville était Mainistir an Bhealaigh. La ville de Baltinglass compte 2 061 habitants.